# Аниф

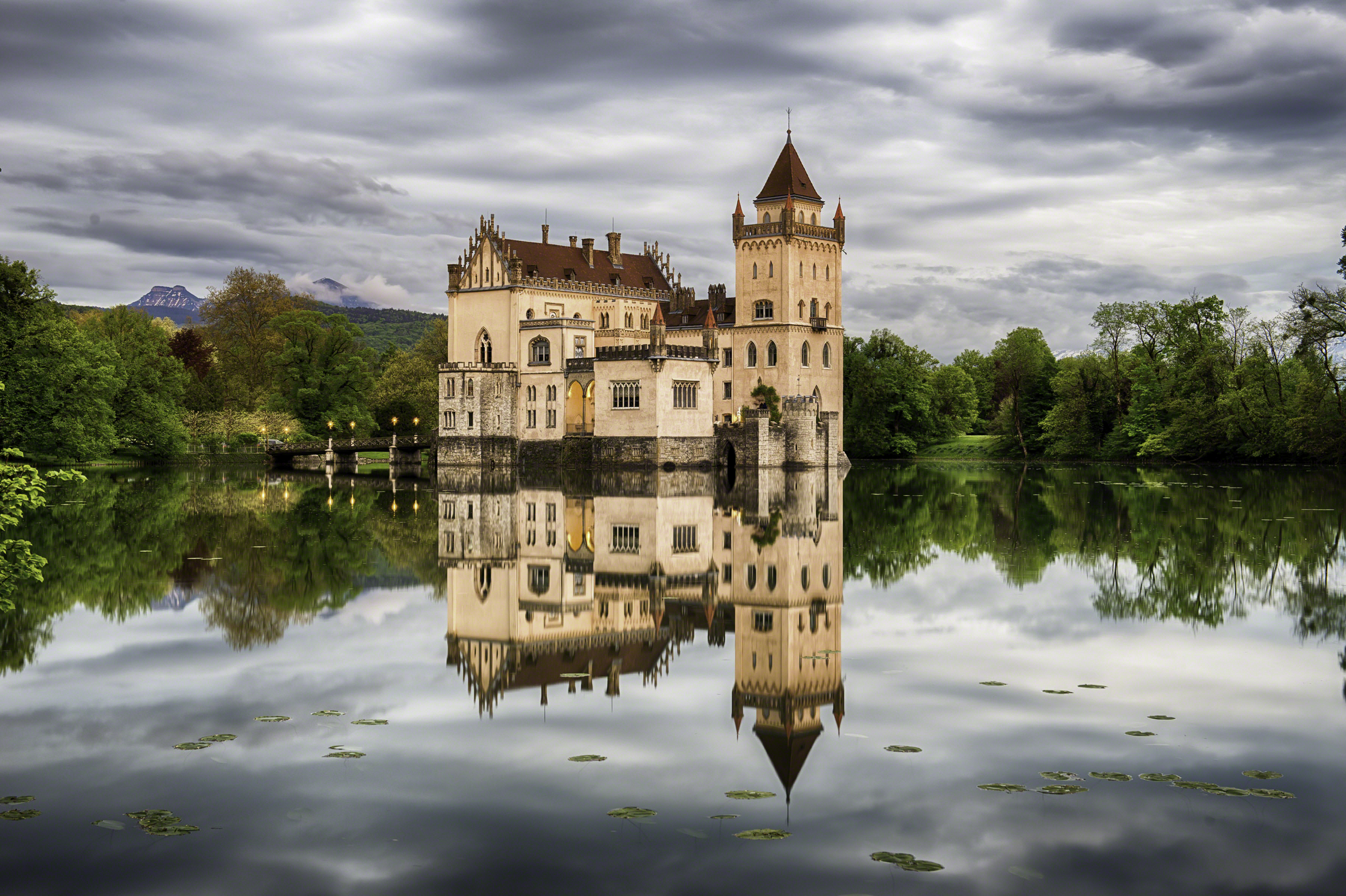
Замок Аниф

Аниф (нем. Anif) — коммуна (нем. Gemeinde) в Австрии, в федеральной земле Зальцбург.
Входит в состав округа Зальцбург.  Население составляет 4081 человек (на 31 декабря 2005 года). Занимает площадь 7,61 км². Официальный код  —  50 301.

## Политическая ситуация
Бургомистр коммуны — Ханс Крюгер (АНП) по результатам выборов 2004 года.
Совет представителей коммуны (нем. Gemeinderat) состоит из 21 места.
- АНП занимает 14 мест.
- СДПА занимает 4 места.
- Зелёные занимают 2 места.
- местный блок: 1 место.

## Достопримечательности
- Замок Аниф — старинный замок на искусственном острове.